# 道中諸法度
道中諸法度（どうちゅうしょはっと）は、道中条目（どうちゅうじょうもく）とも呼ばれ、江戸幕府が大名・公家や幕府役人などの特定身分の者に対して出した交通法規。また、広義においては江戸幕府及び諸藩が一般民衆をも含めて対象とした各種の交通法規を総称したものを指す。
寛永3年（1626年）及び同11年（1634年）に行われた将軍上洛の際に供奉者の道中作法を定め、違反者には死罪を含めた厳しい処罰を課すこととした。同12年（1635年）の武家諸法度で参勤交代が法制化された際にはあわせて大名行列の従者制限が定められた。同19年（1642年）に将軍の日光社参が行われると、上洛の例にあわせた供奉規定が設けられ、供奉規定制定が以後日光社参時の恒例とされた。
その後、明暦2年（1656年）には二条番衆に対する道中作法定書が出され、翌年には大坂番衆を含める形で改正された。更に宝永元年（1704年）には参勤交代における供奉者・人馬利用・宿泊に関する道中規制が出された。
これらの法制の集大成が正徳2年（1712年）に出された道中筋条目である。これらは大名・旗本・在番衆・町奉行・遠国奉行などを対象とし、添人馬利用・賃金不払・通日雇人足の非分・三度飛脚や町人請負荷物の過貫目をはじめとして各種不法行為を取締るものであった。ほぼ同時に五街道など主要道の宿駅・助郷の村々にも添条目を付けて通知された。道中筋条目はその後、延享4年（1747年）、宝暦8年（1758年）、寛政元年（1789年）と改正され、文政4年（1821年）10月には道中制法・道中取締触書と3点セットにして公布された（ただし、道中取締触書の実際の公布は11月）。その他にも享保6年（1721年）には参勤交代の供奉者を禄高別に規制した他、天保7年（1836年）には前述の道中取締触書の改正を行った。
また、こうした幕府の動きに合わせて諸藩でも自主的に道中の行動を規制する規則（名称は藩によって異なる）を定めた。